# EP3
EP3 ist die dritte EP von Ringo Starr nach der Trennung der Beatles. Sie wurde am 16. September 2022 in Großbritannien, Deutschland und den USA veröffentlicht.

## Entstehungsgeschichte
Ringo Starr beschloss nach der Fertigstellung seines Albums What’s My Name zukünftig nur noch EPs aufzunehmen.
Seit den Aufnahmen zu seinem Studioalbum Y Not, so auch bei der EP EP3, ist Bruce Sugar Co-Produzent. Die exakten Aufnahmezeiten der vier Lieder sind nicht dokumentiert. Die Studioaufnahmen erfolgten, wie bei den Vorgängeralben/EPs in dem Rocca Bella Studio, das sich in einem Gästehaus von Ringo Starr in Los Angeles befindet, sowie in den East West Studios und Greenleaf Studios. Die Einspielungen der Musiker erfolgten je nach zeitlicher Verfügbarkeit der einzelnen Künstler.
Wie bei den Vorgänger-EPs waren an dieser EP erneut prominente Musiker beteiligt. Es wirkten unter anderem Dave Koz, Joseph Williams, José Antonio Rodríguez, Linda Perry und Steve Lukather mit.
Ringo Starr sagte über die EP: „Jeder Song auf dieser EP bezieht sich auf Peace and Love. Als ich bei den Beatles war, haben wir in den 60er Jahren angefangen, die Welt zu betrachten, und dank der Hippies hatten viele von uns einen Sinneswandel und so wurden Frieden und Liebe und gegenseitige Hilfe sowie Freundlichkeit unser Ziel.“
Wie schon bei der Vorgänger-EP Change the World steuerten wiederum Linda Perry sowie Steve Lukather und Joseph Williams Lieder bei.
EP3 ist das neunte Album/EP von Ringo Starr, das bei Universal erschien.

## Covergestaltung
Das Cover entwarf Vartan mit Josh Graham. Der CD liegt ein aufklappbares achtseitiges Begleitheft bei, das Informationen zum Album enthält. Das Coverfotos stammen von Barbara Starkey und Scott Ritchie.

## Titelliste
1. World Go Round (Steve Lukather/Joseph Williams) – 4:11
2. Everyone and Everything (Linda Perry) – 2:49
3. Let’s Be Friends (Bruce Sugar/Sam Hollander) – 4:14
4. Free Your Soul (Richard Starkey a/Bruce Sugar) – 5:28

## Singleauskopplungen
Als Singleauskopplung erschien am 29. Juli 2022 World Go Round. Am 16. September 2022 wurde das Musikvideo zu World Go Round veröffentlicht.
Als zweite Singleauskopplung erschien am 18. November 2022 Everyone And Everything, gleichzeitig wurde auch das Musikvideo veröffentlicht.

## Chartplatzierungen
Im Gegensatz zu den beiden Vorgänger-EPs konnte sich EP3 nicht in den Charts platzieren.

## Sonstiges
Eine Veröffentlichung als LP im 10″-Format und blauer Musikkassette erfolgte am 18. November 2022.